# 愛是神奇
《愛是神奇》（英語：To the Wonder）是一齣2012年製作的美國愛情片暨宗教片。由《永生樹》導演泰伦斯·马利克執導同時兼任編劇。電影於第69屆威尼斯電影節期間首映並參予競賽。主要演員有《亞果出任務》導演兼男主角本·阿弗莱克，《新鐵金剛之量子殺機》歐嘉·柯瑞蘭寇、《午夜巴黎》女主角麗素·麥雅當絲及於《007：大破天幕杀机》飾演反派角色之哈維爾·巴登。

## 故事簡介
美國人尼爾(班·艾佛列克 飾)到法國旅行時遇上一名於巴黎生活的烏克蘭人單親母親瑪琳娜(歐嘉·柯瑞蘭寇 飾)。當兩人到法國的聖米歇爾山旅行時，兩人沉醉在他們的浪漫旅程，尼爾同時又對瑪琳娜作出了承諾，並帶瑪琳娜及瑪琳娜10歲女兒一同返家鄉俄克拉荷馬州生活。但他們到美國生活後的關係開始冷卻......

## 演員
| 演員          | 演員           | 角色       | 角色            | 備註 |
| 中文名        | 英文名         | 角色中文名 | 角色英文名      | 備註 |
| ------------- | -------------- | ---------- | --------------- | ---- |
| 班·艾佛列克   | Ben Affleck    | 尼爾       | Neil            |      |
| 歐嘉·柯瑞蘭寇 | Olga Kurylenko | 瑪琳娜     | Marina          |      |
| 麗素·麥雅當絲 | Rachel McAdams | 珍         | Jane            |      |
| 哈維爾·巴登   | Javier Bardem  |            | Father Quintana |      |

## 外部連結
- 官方网站
- Behind the Scenes photos
- 互联网电影数据库（IMDb）上《愛是神奇》的资料（英文）
- 豆瓣电影上《愛是神奇》的資料 （简体中文）
- 爛番茄上《愛是神奇》的資料（英文）